# Davinde
Davinde – miasto w Danii, w regionie Dania Południowa, w gminie Odense.